# 双线嗜粘液蛞蝓
双线嗜粘液蛞蝓（学名：Philomycus bilineatus）为嗜粘液蛞蝓科嗜粘液蛞蝓属的动物。分布于俄罗斯、朝鲜、日本以及中美、南美、南亚等地、台湾、菲律宾以及中国大陆的江苏、上海、浙江、广西、广东、四川、云南、湖北、贵州、江西、湖南、黑龙江、新疆、北京等地，生活环境为陆地，主要栖息于农田、住宅附近阴暗潮湿、多腐殖质的石块落叶下或草丛中。